# Out of Control (Album)
Out of Control ist das erste Musikalbum des Schlagzeugers Peter Criss. Es wurde 1980 nach seiner Trennung von der Hard-Rock-Band Kiss veröffentlicht. Es war das erste Album eines Gruppenmitglieds, das unabhängig von der Gruppenzugehörigkeit erschien.

## Entstehungsgeschichte
Peter Criss hatte Kiss, deren Gründungsmitglied er war, 1980 verlassen müssen, nachdem er ein ernsthaftes Drogenproblem entwickelt hatte, das dazu führte, dass er bald nicht mehr in der Lage war, professionell Schlagzeug zu spielen. Seine letzte Aufnahme für Kiss war der Titel Dirty Livin’ gewesen, der 1979 auf dem Album Dynasty veröffentlicht worden war. An den Aufnahmen zum Kiss-Album Unmasked, das im Mai 1980 erschien, war er gar nicht beteiligt und wurde nur noch als Mitglied der Gruppe geführt, um den Schein zu wahren, bis ein Ersatz gefunden worden war. Sein Nachfolger, Eric Carr, wurde am 1. Juli Mitglied von Kiss.
Criss behielt seinen Anteil am Wirtschaftsunternehmen Kiss; Bill Aucoin, Manager von Kiss seit der Bandgründung, arbeitete weiterhin auch für ihn.
Während Kiss nach einem Nachfolger für Peter Criss suchten, befand der sich im Studio und arbeitete an seiner Schallplatte. Die Mehrzahl der aufgenommenen Titel stammten, wie schon bei seinem ersten Soloalbum, das er 1978 als Mitglied von Kiss veröffentlicht hatte, von ihm und seinem Partner Stan Penridge. Nur ein einziger Titel, nämlich You Better Run, stammte von außenstehenden Autoren.

### Cover
Das Cover des Albums zeigt im Hintergrund eine scheinbar brennende Musicbox, aus der die Schallplatten explosionsartig nach vorne heraus katapultiert werden und unkontrolliert in eine Menschengruppe fliegen. Die Idee dazu stammte von Peter Criss, die Zeichnung wurde von Todd Schorr angefertigt. Im Vordergrund links ist eine blonde Frau zu sehen, bei ihr handelt es sich um Criss’ damalige Ehefrau, Playboy-Playmate Debra Jensen.

## Veröffentlichung
Out of Control erschien im Oktober 1980 und verkaufte sich sehr schlecht. Criss unterstellte Kiss, Einfluss auf die Vermarktung genommen zu haben, was zu den schlechten Verkaufszahlen geführt habe. Betrachtet man jedoch die damals aktuellen Umwälzungen bei der Schallplattenfirma Casablanca Record & FilmWorks (Gründer Neil Bogart hatte seine restlichen Anteile am Unternehmen an PolyGram verkauft, die neuen Inhaber versuchten zu retten, was zu retten war → Hauptartikel: Casablanca Records), erklären sich die Probleme fast von selbst:
Penridge hatte am 9. Mai 1980 einen Mix der bis dahin fertiggestellten Titel abgeschlossen, der ihm und Criss gefiel und deutlich Hardrock-orientiert war. Trotzdem wurde Jim Boyer von den Verantwortlichen der Plattenfirma beauftragt, die Tonmischung für das Album zu übernehmen, Penridge und Criss wurden daran nicht beteiligt. Das Ergebnis war deutlich softer. PolyGram betrachtete Out of Control und auch das nächste Criss-Album Let Me Rock You als Gefallen für eine ehemals erfolgreiche Band statt als Möglichkeit, Geld mit der Popularität von Kiss und Criss zu verdienen.
Die Veröffentlichungsrechte für das Album lagen bei Kiss und Rock Steady Music, dem Musikverlag Bill Aucoins; auch sonst wies Criss Schritt in die musikalische Selbständigkeit starke Bezüge zu seiner bisherigen Band auf: Howard Marks Advertising war wie bei Kiss für das Design zuständig, bei den Danksagungen tauchen auch Gene Simmons, Paul Stanley, Ace Frehley sowie dessen Frau Jeanette und ihre Tochter Monique auf. Das Album endet mit der von Criss gesungenen Zeile you must remember this, a kiss is still a kiss aus dem Lied As Time Goes By.
Als Single wurde By Myself veröffentlicht, sie erreichte jedoch nicht die Charts. Der Titel You Better Run wurde 1982 von Pat Benatar aufgenommen und veröffentlicht.
Out of Control erschien erst 1997 auf CD.

## Beteiligte Musiker
- Peter Criss (Gesang, Backing Vocal, Schlagzeug)
- Stan Penridge (Gitarren, Backing Vocal)
- David Wolfert (Gitarren, Synthesizer)
- Tony Mercandante (E-Bass, Backing Vocal)
- Stu Woods (E-Bass)
- Benny Harrison (Synthesizer, Keyboards, Backing Vocals)
- Ed Walsh (Synthesizer, Synthesizer-Programmierung)
- Greg Zanthus Winter (Synthesizer-Programmierung)
- David Buskin (Backing Vocal)
- George Young (Saxophon auf Where Will They Run)

## Titelliste
1. 3:34 By Myself (Peter Criss, Stan Penridge, David Wolfert)
2. 3:20 In Trouble Again (Peter Criss, Stan Penridge)
3. 3:52 Where Will They Run (Peter Criss, Stan Penridge)
4. 3:37 I Found Love (Peter Criss, Stan Penridge, David Wolfert)
5. 3:34 There’s Nothing Better (Peter Criss, Stan Penridge)
6. 4:02 Out Of Control (Peter Criss, Stan Penridge)
7. 4:44 Words (Peter Criss, Stan Penridge)
8. 2:42 You Better Run (Felix Cavaliere, Eddie Brigati)
9. 3:42 My Life (David Bushkin, Peter Criss, David Wolfert)
10. 5:11 Feel Like Letting Go (Peter Criss, Stan Penridge)